# Harry Larsen Rice

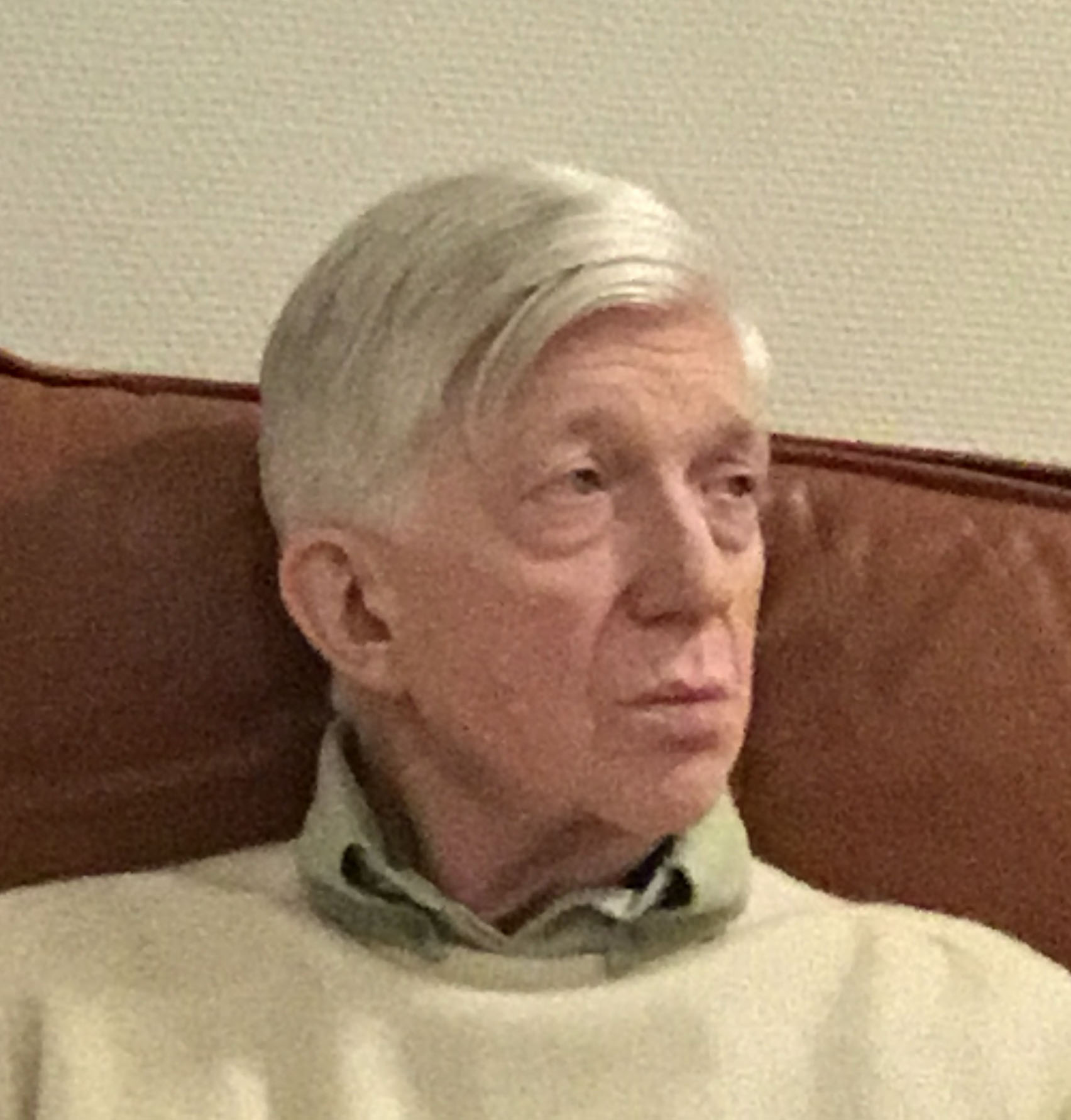
Harry Larsen Rice 2023.

Harry Larsen Rice, född 19 augusti 1947 i Waukegan i Illinois, är en amerikansk-svensk bokförläggare och översättare.
Rice växte upp i nordvästra Illinois, studerade i Chicago och avlade en bachelor of science-examen vid University of Illinois 1971. Han kom till Sverige 1972 och har bott i Lund sedan 1985. 
Sedan 1987 har Rice drivit Nova Förlag och varit produktionsansvarig för ett 40-tal bokutgåvor. Ett flertal av dessa böcker har han själv översatt från engelska eller tyska. Novas utgåvor av Khalil Gibrans verk har bland annat uppmärksammats på nättidningen Bulletins kultursida.

## Översättningar (urval)
- Rene Querido, Reinkarnation och karma, Nova 1994
- Adam Bittleston, De sju planeterna, Nova 1995
- Roger Green, Kung Arthur och hans riddare av Runda bordet, Nova 2002
- Wolfgang Weirauch, Samtal med träd (med Helena Rödholm-Siegrist), Nova 2014
- Wolfgang Weirauch, Ita Wegman och antroposofin, Nova 2016
- Khalil Gibran, Profetens bok, Nova 2018
- Khalil Gibran, Hjärta och själ, Nova 2019
- Khalil Gibran, Människosonen: människors intryck av Jesus, Nova 2020